# 瓜德罗普省委员会
瓜德罗普省委员会（法語：Conseil départemental de la Guadeloupe）是法国海外大区（海外省）瓜德罗普的省一级立法机关。委员会办公地点设在巴斯特尔。